# قهرمان کاراته
«قهرمان کاراته» (انگلیسی: Karate Champ) یک بازی ویدئویی در سبک بازی مبارزه‌ای است که توسط دیتا ایست در سال ۵۷ برای پلت‌فرم‌های سیستم سرگرمی نینتندو، کمودور ۶۴ و آی‌اواس منتشر شده‌است.